# Modulatore della prolattina
Un modulatore della prolattina è un farmaco che agisce sull'asse ipotalamo-ipofisi-prolattina (asse HPP) modulando la secrezione di quest'ultimo ormone dalla parte anteriore dell'ipofisi. Gli inibitori della prolattina ne sopprimono la secrezione, mentre gli agenti di rilascio della prolattina la inducono. Other dopamine agonists and dopaminergic agents, for instance levodopa (L-DOPA), can also inhibit prolactin secretion.

## Inibitori della prolattina
Gli inibitori della prolattina sono utilizzati principalmente per il trattamento dell'iperprolattinemia (livelli elevati di prolattina). Gli agonisti del recettore della dopamina D2, come la bromocriptina e la cabergolina, sono in grado di sopprimere fortemente la secrezione ipofisaria di prolattina e quindi di ridurre i livelli di prolattina circolante, e sono quindi più comunemente usati come inibitori della prolattina. Gli agonisti del recettore D2 descritti come inibitori della prolattina includono i farmaci approvati bromocriptina, cabergolina, lisuride, metergolina, pergolide, quinagolide, terguride e l'agente lergotrile (mai commercializzato).
Anche altri agonisti della dopamina e agenti dopaminergici, ad esempio la levodopa (L-DOPA), possono inibire la secrezione di prolattina. Anche gli antiestrogeni, come gli inibitori dell'aromatasi e gli analoghi del GnRH, sono in grado di inibire la secrezione di prolattina, anche se non in modo così efficace come gli agonisti del recettore D2. Per questo motivo, di solito non vengono utilizzati come inibitori della prolattina.

## Agenti di rilascio della prolattina
Mentre gli agonisti del recettore D2 della prolattina ne sopprimono la secrezione, gli antagonisti del recettore D2 della dopamina come il domperidone e la metoclopramide generano l'effetto opposto, inducendo fortemente la secrezione ipofisaria di prolattina, e sono talvolta usati come rilasciatori di quest'ultimo ormone, ad esempio per correggere l'ipoprolattinemia nel trattamento dell'insufficienza di lattazione. Quando tali farmaci non vengono utilizzati allo scopo di indurre la secrezione di prolattina, l'aumento dei livelli di prolattina può essere indesiderato e può provocare vari effetti collaterali, tra cui mammoplasia, mastodinia, galattorrea, ginecomastia, ipogonadismo, amenorrea, infertilità reversibile e disfunzione sessuale. Anche gli agenti dopaminergici indiretti come la levodopa possono sopprimere i livelli di prolattina. Altri fattori che rilasciano prolattina oltre agli antagonisti del recettore D2 sono gli estrogeni (ad esempio l'estradiolo), i progestinici (ad esempio il progesterone), l'ormone di rilascio della tireotropina e i suoi analoghi (ad esempio la protirelina, la taltirelina) e il peptide intestinale vasoattivo.
Anche gli agenti serotoninergici come i precursori della serotonina (ad esempio, il triptofano), gli inibitori della ricaptazione della serotonina, gli agenti di rilascio della serotonina (ad esempio, la fenfluramina, la MDMA), gli inibitori della monoaminossidasie gli agonisti dei recettori per la serotonina sono stati associati ad aumenti dei livelli di prolattina.